# 蔣承恩
蔣承恩（？年—？年），字三錫。北直隸通州衛軍籍，南直隸揚州府儀徵縣（今屬揚州市儀征市）人，明朝政治人物。

## 生平
正德八年（1513年）癸酉順天舉人，九年（1514年）甲戌科第三甲第一百四十名同進士出身。授浙江嚴州府府學教授。改榮府長史。